# NGC 2445
NGC 2445 (również PGC 21776 lub UGC 4017) – galaktyka znajdująca się w gwiazdozbiorze Rysia. Odkrył ją Édouard Jean-Marie Stephan 18 stycznia 1877 roku. Galaktyka ta jest w trakcie zderzenia z sąsiednią NGC 2444, obie galaktyki zostały skatalogowane jako Arp 143 w Atlasie Osobliwych Galaktyk Haltona Arpa.